# Dub v Malé Šitboři
Dub v Malé Šitboři je památný strom, košatý dub letní (Quercus robur), který roste na okraji bývalého parku, dnes v zahradě v obci Malá Šitboř, části obce Milíkov v okrese Cheb v Karlovarském kraji. Solitérní strom má pravidelnou, širokou a kulovitou korunu. Obvod kmene měří 427 cm, koruna sahá do výšky 18 m (měření 2006). Dub je chráněn od roku 2006.

## Stromy v okolí
- Valdštejnův dub
- Lípa u zámeckého pivovaru
- Dub u zámeckého statku